# باتل‌نک (کی۲)

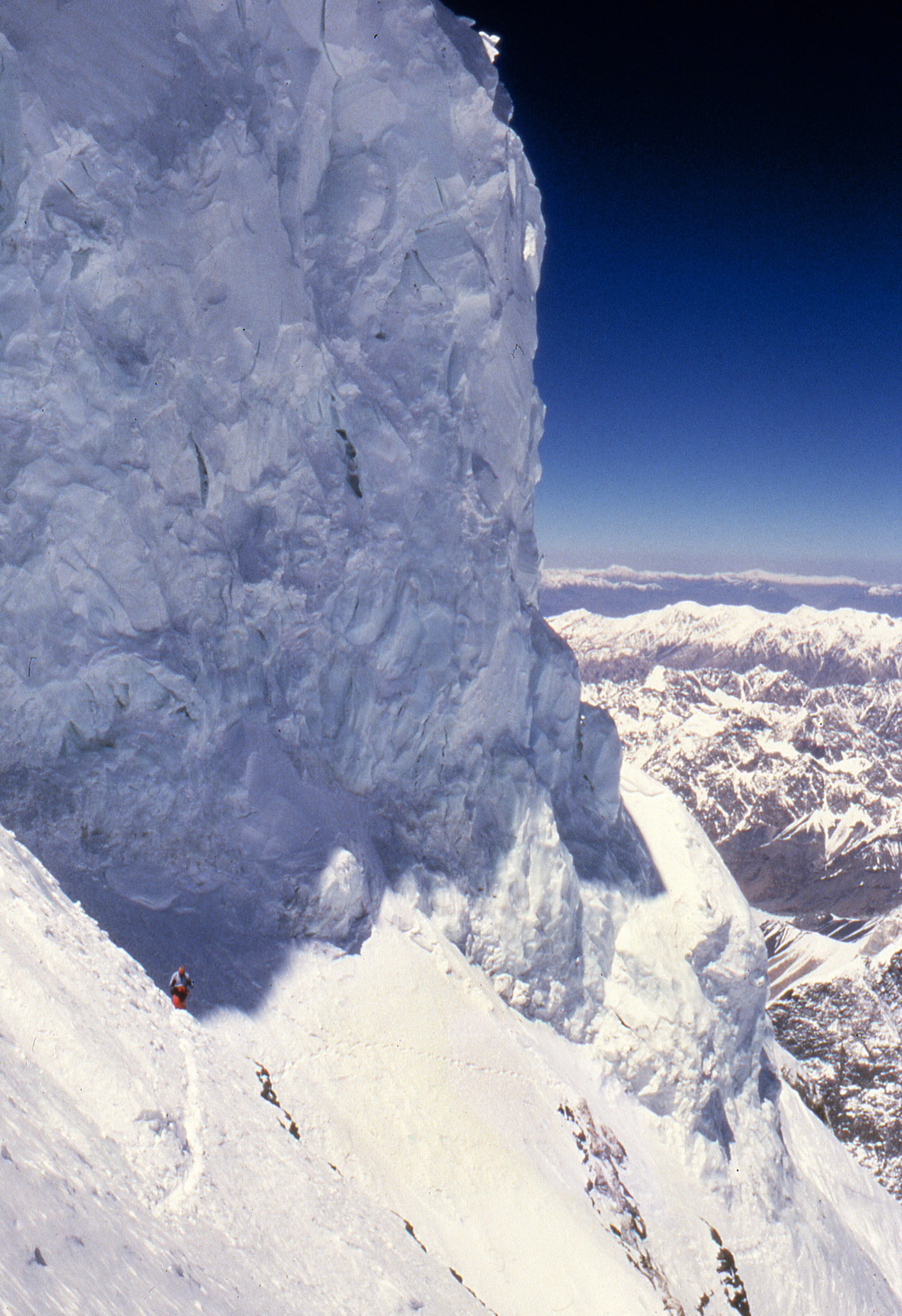
دیواره‌های یخی باتل‌نک در مسیر صعود به کی۲

باتل‌نک (انگلیسی: Bottleneck) محلی در راستای دهلیز جنوب‌شرقی قله کی۲ و مسیر اصلی صعود به این قله است که به نام ابروزی (Abruzzi Spur) نیز خوانده می‌شود. کی۲ دومین کوه بلند زمین پس از اورست است که در مرز پاکستان و چین قرار دارد.
باتل‌نک به صورت دهلیز باریکی است که توسط دیواره‌های یخچالی شرق قله احاطه شده‌است. این دهلیز فقط ۴۰۰ متر پایین‌تر از قله قرار دارد و کوهنوردان برای صعود به کی۲ مجبور به عبور از حدود ۱۰۰ متر آن به‌صورت تراورس هستند. به دلیل ارتفاع ۸٬۲۰۰ متری و شیب ۵۹ تا ۶۰ درجه‌ای، این محل خطرناک‌ترین نقطه در مسیر صعود کی۲ به‌شمار می‌رود و بر پایه آمارها ۱۳ مورد از ۱۴ مرگ‌ومیر اخیر ثبت‌شده در کی۲ در نزدیکی باتل‌نک رخ داده‌است.
با وجود همه خطرها، باتل‌نک همچنان از نظر فنی سریع‌ترین مسیر صعود به کی۲ است. بیشتر کوهنوردان این مسیر را به دلیل کوتاه‌تر کردن پیمایش خود در ارتفاع بالای ۸۰۰۰ متر (معروف به منطقه مرگ) انتخاب می‌کنند. مسیر اصلی صعود به کی۲ (معروف به مسیر ابروزی)، مسیر سزن (Cesen) و مسیر آمریکایی‌ها از گردنه شمال‌شرقی، همگی با عبور از باتل‌نک به قله می‌رسند.
در فوریه ۲۰۲۱ کوهنورد پاکستانی علی سدپارا به همراه جان اسنوری از ایسلند و خوان پابلو موهر از شیلی طی تلاش برای صعود زمستانی کی۲، در نزدیکی باتل‌نک ناپدید شدند. پس از چند روز جستجوی بی‌نتیجه برای یافتن آن‌ها توسط تیم‌های امداد و بالگردهای ارتش پاکستان، اعلام شد که آن‌ها مرده‌اند.